# Lynx
Lynx是個純文字網頁瀏覽器，是在具有高亮文字功能的終端上使用的。它最早开始于1992年，是目前仍被使用和開發的網頁瀏覽器中，历史最悠久的。

## 歷史
Lynx是堪薩斯大學學術計算服務部門內分佈式計算小組的產品，最初是由該大學的一組學生團隊和工作人員Lou Montulli、Michael Grobec和Charles Rezac於1992年開發的一種超文字瀏覽器，僅用於分發校園訊息，作為整個校園訊息服務器的一部分並用於瀏覽Gopher。
截至2007年7月，Lynx中的網路傳輸協定支援是使用Libwww其中一個版本實作的，該版本從1996年的代碼庫分支出來。支持的協定包括Gopher、HTTP、HTTPS、FTP、NNTP和WAIS。
Garrett Blythe於1994年4月建立了DosLynx，後來也加入Lynx團隊。接著Foteos Macrides將Lynx移植到VMS系統，並且維持了這個軟體一段時間。1995年，Lynx在GPL下發佈，自此至今由一群志願者維護。

## 特點

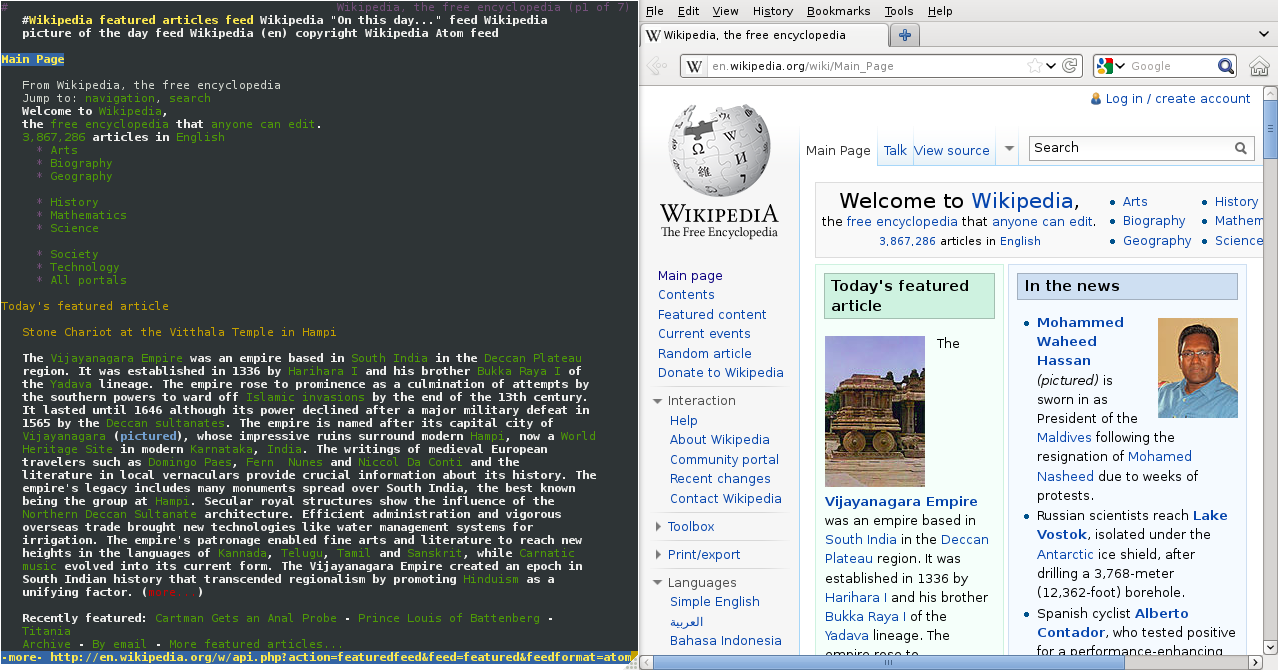
Lynx和Firefox呈現同一網頁

Lynx瀏覽方式包括以方向鍵選擇超連結，而Lynx會將已選擇的超連結高亮顯示，或者由Lynx先將網頁上所有超連結都編號，再輸入號碼選擇超連結。目前版本的Lynx支援SSL和支援不少HTML功能。表格是將各格內容排成一條線來呈現，而沒有呈現成表格結構。框架則是呈現成像是具有數個不同名字的分散網頁。Lynx不能在網路上顯示各種類型的非文字內容，例如圖像和影片，但它可以啟動外部程式來處理，如圖像檢視器或影片播放器。
與大多數網頁瀏覽器不同，Lynx不支持JavaScript或Adobe Flash，這是一些網站正常瀏覽所必須的。 
純文字瀏覽速度的優勢在使用低頻寬網際網路或使用較老舊的電腦硬體最為明顯，這些硬體在呈現大量圖像內容時可能速度較慢。 
因為其介面適合文字轉語音技術和點字顯示機，Lynx一度很受視障者歡迎，但後來出現更好的螢幕閱讀器減少了Lynx對盲人的吸引力。

### 引用
1. ↑  Rakitin 1997.
2. 1 2  Legan 2001.
3. ↑  Davies 2012.
4. ↑  Paciello 2000，第154-155頁.
5. ↑  Legan 2002.
6. 1 2  Bolso 2005.
7. ↑  Buttles 1994.
8. 1 2  User's Guide.
9. ↑  Wallen 2011.
10. ↑  Paciello 2000，第157頁.
11. ↑  Seltzer 1995.